# Bryum spirale
Bryum spirale là một loài Rêu trong họ Bryaceae. Loài này được (Besch.) Müll. Hal. mô tả khoa học đầu tiên năm 1900.